# In Old Chicago
In Old Chicago é um filme estadunidense de 1937, do gênero drama, dirigido por Henry King, e estrelado por Tyrone Power, Alice Faye e Don Ameche.

## Sinopse
Em 1854, numa pradaria do oeste estadunidense, Patrick O'Leary está a três horas de distância de Chicago, cidade em que sempre sonhou viver com a sua mulher Molly e os seus três filhos, Dion, Jack e Bob.
Além disso, Patrick resolve apostar com a sua carroça numa corrida com um comboio e sofre um acidente mortal, e acaba por ser ali mesmo enterrado. Molly nota que a cidade, apesar de ser enlameada, não tem uma lavandaria, e  então começa a lavar roupa. Em 1867 ela já com um negócio montado, que lhe garante um lucro bom. Bob, o menos ambicioso dos três irmãos, pensou em casar com Gretchen, e ter uma família, mas Dion é exactamente o oposto e sonha em tornar-se um rico empresário.
Jack quer subir na vida como advogado, mas não deseja ser rico. Dion junta-se a uma cantora de salão, Belle Fawcett, e junto com ela abre a mais famosa casa de espetáculos de Chicago. Jack é pressionado a concorrer à presidência da câmara, sem imaginar que Dion está por trás da sua nomeação, pois quer indirectamente controlar a política da cidade.

## Produção
De acordo com um artigo publicado pelo jornal Los Angeles Times, seguindo o grande sucesso de São Francisco a cidade do pecado (1936) da MGM, o vice-presidente da Fox e encarregado de produção, Darryl F. Zanuck, decidiu fazer um filme baseado em um desastre histórico, o incêndio de Chicago, que ocorreu em 9 de outubro de 1871, e causou mais de duzentos milhões de dólares em danos na cidade, matando pelo menos 300 pessoas.
De acordo com informações nos Registros do Departamento Jurídico da Twentieth Century-Fox, a Warner Bros. tinha registado dois títulos com relação ao incêndio de Chicago junto a comissão de registo da Motion Picture Association of America, mas após a Warner desistir de produzir The Chicago Fire em 1936, foi que a Fox (que tinha esse título em sua lista de reserva) começou a desenvolver um roteiro para In Old Chicago.
Os escritores Niven Busch e Richard Collins, se basearam no romance We the O'Learys de Edward Payson Roe para o roteiro de In Old Chicago, mas os registros legais do estúdio afirmam que nada no filme foi baseado no romance de Roe. Quando o roteiro final foi apresentado para aprovação junto ao Production Code Administration, o diretor da PCA, Joseph Breen escreveu uma carta de cinco páginas à Fox em que detalhou muitas "ofensas ou questionáveis detalhes" que levaram ele a declarar que o material "não era aceitável as disposições do Código de Produção".
O filme ficou conhecido como Chicago durante sua pré-produção, e em junho de 1937, foi concedido a Twentieth Century-Fox pela MPAA o direito para usar o título lIn Old Chicago, sobre o protesto da Columbia, que anteriormente havia comprado os direitos de Chicago da Pathé. De acordo com uma notícia publicada pelo The Hollywood Reporter datado de 1 de junho de 1937, a MGM e a Twentieth Century-Fox negociaram uma troca para que a Fox pudesse contar com Jean Harlow para o papel feminino principal neste filme e Tyrone Power para estrelar a produção da Metro, Madame X. Harlow, no entanto, morreu no dia 7 de junho de 1937. Segundo a mesma revista, a atriz Janet Beecher foi testada para o papel de "Mrs. O'Leary", e June Storey substituiu Virginia Field. Além disso, Andy Devine e Alice Brady foram emprestados da Universal. As filmagens foram feitas em Oakdale, Califórnia e perto de Yuma, Arizona.
O New York Times afirmou que este tinha sido o maior orçamento para um filme da Twentieth Century-Fox na época, cerca de dois milhões de dólares. A sequência do incêndio, que teve vinte e cinco minutos de duração, custou US$ 500.000, de acordo com um comunicado de imprensa. Segundo o New York Times o orçamento dos figurinos teve custos de oitenta mil dólares, Darryl F. Zanuck esperava contar com Clark Gable como protagonista do filme.
Em 1957, a 20th Century Fox Television produziu Cidade em Chamas, baseado na mesma história e roteiro dirigido por Albert S. Rogell, estrelando Anne Jeffreys e Kevin McCarthy nos papeis principais.

## Elenco
- Tyrone Power .... Dion O'Leary
- Alice Faye .... Belle Fawcett
- Don Ameche .... Jack O'Leary
- Alice Brady .... Molly O'Leary
- Andy Devine .... Pickle Bixby
- Brian Donlevy .... Gil Warren
- Phyllis Brooks .... Ann Colby
- Tom Brown .... Bob O'Leary
- Sidney Blackmer .... general Phil Sheridan
- Berton Churchill .... Senador Colby
- June Storey .... Gretchen O'Leary
- Paul Hurst .... Mitch
- J. Anthony Hughes .... Patrick O'Leary
- Gene Reynolds .... Dion O'Leary - jovem
- Bobs Watson .... Bob O'Leary - jovem
- Billy Watson .... Jack O'Leary - jovem
- Madame Sul-Te-Wan .... Hattie
- Spencer Charters .... comissário de polícia W.J. Beavers

## Principais prémios e nomeações
Óscar 1938 (EUA)
- Ganhou nas categorias de melhor assistente de direcção e melhor actriz secundária (Alice Brady).
- Recebeu quatro nomeações, nas categorias de melhor filme, melhor argumento original, melhor banda sonora e melhor som.